# Последняя дуэль (фильм)
«Последняя дуэль» (англ. The Last Duel) — эпический исторический драматический боевик режиссёра Ридли Скотта, действие которого происходит во Франции в XIV веке, во времена Столетней войны. Фильм снят по книге Эрика Джагера «Последняя дуэль: правдивая история испытания битвой в средневековой Франции» (2005) и рассказывает о судебном поединке Жака Ле Гри и Жана де Карружа из-за обвинения Ле Гри в изнасиловании Маргариты де Карруж. Главные роли сыграли Мэтт Деймон, Адам Драйвер, Джоди Комер и Бен Аффлек.
Премьера фильма состоялась 10 сентября 2021 года на Венецианском кинофестивале. Картина вышла в прокат 15 октября 2021 года. Особого зрительского успеха она не имела, хотя получила высокие оценки критиков.

## Сюжет
В 1386 году Маргарита де Карруж заявляет, что была изнасилована сиром Жаком Ле Гри. Её муж, рыцарь Жан де Карруж, вызывает насильника, отрицающего все обвинения, на поединок — последнюю в истории Франции юридически санкционированную дуэль. События, предшествующие дуэли, разделены на три главы, первые две из которых отражают точку зрения де Карружа и Ле Гри соответственно, а третья — Маргариты.
Правда Жана де Карружа
Де Карруж — дворянин без титула, сын капитана гарнизона, наследник небольшого поместья, служит вместе с Ле Гри, также нетитулованным дворянином. Когда граф Пьер Алансонский по приказу своего кузена, короля Карла VI, принимает де Карружа в число своих вассалов, Ле Гри также присягает ему на верность. Вскоре Ле Гри завоёвывает доверие графа, который поручает ему навести порядок в своих финансовых делах. Ле Гри объезжает всех вассалов своего сюзерена, чтобы собрать недоимки. Он посещает и де Карружа и по его просьбе уговаривает графа дать отсрочку. Чтобы восстановить свои финансы, де Карруж женится на Маргарите де Тибувиль, получив от её отца большое приданое. Однако вскоре он узнаёт, что один особенно желанный участок земли Ле Гри вынудил сира де Тиубувиль передать за недоимку графу Пьеру. Пьер, в свою очередь, отдаёт участок Ле Гри в награду за поправку своих дел. Де Карруж подаёт иск о возврате земли ему как части обещанного приданого, но король отклоняет иск, а разгневанный попыткой судиться с ним граф Пьер решает после смерти отца де Карружа отдать звание капитана форта, которым семья де Карружа владела на протяжении многих поколений, все тому же Ле Гри. Де Карруж в ярости и подозревает, что Ле Гри интригует против него. Тем не менее, благодаря настояниям жены, он хотя бы формально примиряется с Ле Гри. Чтобы поправить свои дела, Жан участвует в военной кампании в Шотландии, где его посвящают в рыцари за храбрость. После возвращения в своё поместье ему приходится снова уехать на несколько дней в Париж, чтобы получить причитающееся жалование, а вернувшись домой, он узнаёт, что в его отсутствие Ле Гри обманом проник в поместье, когда дома не было никого, кроме Маргариты, и силой взял его жену. Зная, что Пьер Алансонский будет защищать Ле Гри, де Карруж решает обратиться к королю. На королевском суде де Карруж настаивает на том, что его рыцарская честь была попрана другим дворянином и, не веря после всех тяжб в справедливость мирскую, требует божьего суда.
Правда Жака Ле Гри
События глазами Жака Ле Гри показаны иначе. Де Карруж представлен человеком опрометчиво вспыльчивым, но самоуверенным и не лишённым благородства. Ле Гри, не имеющий никакой протекции, неплохо образован для тех времён, он умеет читать, знает латынь и разбирается в финансах. Поэтому, в отличие от гордого де Карружа, Ле Гри ищет покровительства Пьера Алансонского, который любит удовольствия и развлечения, проводит свои дни за чтением поэтических произведений, изучает галантную литературу, устраивает для своих гостей изысканные ужины, а также всегда окружён фрейлинами своей жены, с которыми предаётся любовным наслаждениям. Благодаря остроумию, начитанности и неутомимости в попойках и любви, Ле Гри становится наперсником графа Пьера, а затем по его просьбе начинает разбираться в запутанных финансах своего сюзерена. Упорным трудом Ле Гри приводит их в порядок, для чего взимает старые долги и пополняет казну монетой и землями. Участок сира де Тибувиля, предназначавшийся в приданое его дочери, Ле Гри забирает для графа Пьера без всякой задней мысли, но потом участок отходит к нему и он считает, что заслужил его по праву. Неожиданные претензии де Карружа обескураживают Ле Гри. После получения звания капитана гарнизона Ле Гри подвергается несправедливым упрёкам от бывшего друга. Однако с самой большой несправедливостью Ле Гри сталкивается, когда знакомится с Маргаритой де Карруж, которая оказывается не только редкой красавицей, но также образованной и тонко чувствующей особой. Привыкший к лёгким победам над множеством женщин Ле Гри в первый раз чувствует любовь, он страдает от того, что недалёкому и упёртому де Карружу всегда всё достаётся без труда, а он ко всему относится как к данности — и не может оценить достоинств своей жены, как раньше не мог оценить выгод своего положения, пока не потерял его. Ле Гри может видеть Маргариту лишь изредка и издали, поскольку она большую часть времени проводит в поместье, либо окружена толпой домочадцев. Наконец, он решается открыться ей и воспользовавшись тем, что свекровь Маргариты увозит с собой слуг, проникает в дом де Карружа, где признаётся в своих чувствах. Маргарита, как видится Ле Гри, готова принять его любовь, но её останавливает стыдливость и страх перед мужем. Он расценивает её поведение как молчаливое согласие, а сопротивление и даже крики как элементы любовной игры. Овладев Маргаритой, он просит её хранить тайну и покидает замок, уверенный в том, что не применял никакого насилия, но лишь помог своей возлюбленной преодолеть скромность. Вскоре граф Пьер сообщает ему о выдвинутом обвинении. На королевском суде Ле Гри красноречиво защищает себя, по совету Пьера отрицает и насилие, и сам факт связи, и соглашается на испытание поединком.
Правда Маргариты
Брак Маргариты совершается из-за её приданого, даже на свадебном пиру её муж устраивает ссору с её отцом из-за земли, которую пришлось отдать графу Пьеру. Брачная ночь и все последующие события приносят разочарование: Жан не понимает своей грубости и не думает о чувствах жены. Однако человек он неплохой, и Маргарита смиряется. Она живёт в поместье вместе с матерью мужа, постоянно упрекающей её за бездетность, ведёт хозяйство, находит отдушину в книгах. Также Маргарита, понимая горячность и упёртость Жана, пытается направить его для их общего блага к примирению с графом Пьером и Ле Гри. Чувствуя интерес к себе со стороны Ле Гри, Маргарита решает быть с ним приветливой и слегка кокетничает, надеясь, что дружба с фаворитом их сюзерена будет к выгоде их семьи. В отсутствие Жана между Маргаритой и свекровью происходит очередная ссора, после чего мадам де Карруж уезжает из дому, забрав с собой слуг до вечера. Маргарита запирается в поместье, но Ле Гри обманом проникает к ней. На его признания в любви Маргарита не отвечает, она испугана напором Ле Гри, но боится грубить влиятельному капитану и фавориту. Затем она пытается убежать и запереться в спальне, однако Ле Гри ловит её и насилует. По возвращении мужа, Маргарита решает рассказать ему о произошедшем, но де Карруж выражает не столько сочувствие ей, сколько возмущение очередным оскорблением, нанесённым ему Ле Гри. В довершение всего де Карруж сразу после признания Маргариты принуждает её к выполнению супружеского долга, она чувствует, что овладевая ей, он будто соперничает с Ле Гри. Затем де Карруж возбуждает дело против Ле Гри по обвинению в оскорблении его чести, о Маргарите начинают сплетничать, от неё отворачивается её близкая подруга, считающая Маргариту лгуньей, вступившей в связь с Ле Гри по собственной воле. Свекровь пытается убедить Маргариту отозвать обвинения и признаётся, что сама была изнасилована в молодости при сходных обстоятельствах, но не сказала мужу, чтобы не подвергать семью рискам разбирательства. Маргарита решает идти до конца. Во время королевского суда её подвергают жёсткому допросу и пытаются обвинить в том, что она была изнасилована лишь в результате своей собственной провокации, либо, что у неё была любовная связь с Ле Гри, которую она хочет представить мужу как насилие. При этом Маргарита беременна, как все уверены — от Ле Гри, что в глазах судей также свидетельствует о добровольности её связи с Ле Гри, ведь «научным фактом» того времени является невозможность беременности от насильника. Суд постановляет провести поединок, в случае, если будет доказана правда Ле Гри и де Карруж проиграет бой, Маргарита должна быть сожжена на костре за лжесвидетельство против дворянина. После суда Маргарита рожает мальчика, долгожданного сына. Но день поединка назначен и Маргарита оставляет ребёнка, чтобы присутствовать при бое. На неё надевают цепь и сажают на помост среди охапок хвороста: если её муж проиграет, её тут же сожгут.
Божий суд
В ходе схватки оба противника дерутся с особенной яростью. После нескольких конных сшибок рыцари падают с лошадей и продолжают бой на земле, круша друг друга. Ле Гри удаётся серьёзно ранить де Карружа в бедро. Но в отчаянном рывке де Карруж валит на землю Ле Гри и после нескольких минут лихорадочной борьбы убивает его.
Король объявляет де Карружа правым, Маргариту освобождают, присутствующие дворяне и народ славят её честность и мужество де Карружа. Супругов сажают на коней и с почётом провожают по улицам Парижа мимо строящегося собора Парижской Богоматери. Тем временем мародёры раздевают тело Ле Гри, затем труп волокут по земле и вешают на виселице среди казнённых преступников.
Де Карруж наслаждается моментом — толпа выкрикивает его имя, люди протягивают ему детей для благословления. Следующая за ним на своей лошади Маргарита молчит, в её глазах пустота.
В последних кадрах нам показывают Маргариту, играющую с подросшим сыном. Титры сообщают, что несколько лет спустя Жан де Карруж отправился в крестовый поход, где погиб. Маргарита после этого прожила почти тридцать лет, управляя поместьем де Карруж, и больше не вышла замуж.

## В ролях
- Мэтт Деймон — Жан де Карруж
- Адам Драйвер — Жак Ле Гри
- Джоди Комер — Маргарита де Карруж
- Бен Аффлек — граф Пьер д’Алансон
- Таллула Хэддон — Мари
- Зое Брюно — Мария де Шамайяр
- Гарриет Уолтер — Николь де Карруж
- Натаниэль Паркер — сэр Роберт Д’Тибувилль
- Сэм Хэзелдин — Томин дю Буа
- Майкл МакЭлхаттон — Бернард Латур
- Алекс Лоутер — Карл VI
- Мартон Чокаш — Креспин
- Желько Иванек — Ле Кок

## Производство
О проекте было объявлено в июле 2015 года. Режиссёром должен был выступить Фрэнсис Лоуренс, а сценаристом Шон Грант, однако о дальнейшем развитии проекта не было объявлено, и права на экранизацию в конечном итоге были утрачены. Лишь в июле 2019 года было объявлено, что Ридли Скотт планирует снять фильм с Беном Аффлеком и Мэттом Деймоном, а также написать сценарий с Николь Холофсенер. Поскольку Walt Disney Studios владеет правами на фильм в результате слияния Disney и Fox, было неизвестно, будет ли компания производить фильм из-за его тематики, однако Deadline Hollywood написал, что «каждая студия в городе ждала своего часа», если Дисней продаст права. В сентябре Джоди Комер начала переговоры о съёмках в фильме. Её утвердят на роль в следующем месяце, когда Адам Драйвер вступит в переговоры о присоединении к фильму, после того как Аффлек решил сыграть роль второго плана. Драйвер был утверждён в ноябре, а Disney подтвердил, что будет распространять фильм, объявив дату выхода. Харриет Уолтер присоединилась к актёрскому составу в феврале 2020 года.
Съёмки начались 14 февраля 2020 года в Дордони, Франция и продолжились 12 марта 2020 года в средневековом замке Берзе-ле-Шатель (недалеко от Макона), Бургундия, Франция (со съёмочной группой от 300 человек, включая 100 статистов).
Съёмки должны были проходить в графстве Мит, Дублине, графстве Уиклоу и замке Кэхир (графство Типперэри), Ирландия, с 23 марта 2020 г. по 30 марта 2020 г. Однако 13 марта 2020 года Disney объявила, что студии пришлось отложить съёмки на неопределённый срок из-за опасений по поводу актёров и съёмочной группы в свете пандемии COVID-19, а также ограничений на поездки в Европу.

## Выпуск
Изначально планировалось, что ограниченный прокат фильма начнётся 25 декабря 2020 года, а 8 января 2021 года картина выйдет в широкий прокат. Однако из-за пандемии COVID-19 дата выпуска была перенесена на 15 октября 2021 года. В связи с антиковидными мерами выход фильма в российский прокат был перенесён с 28 октября на 18 ноября 2021 года.

## Отзывы и оценки
На сайте Rotten Tomatoes фильм имеет рейтинг 86 %, основанный на 238 отзывах, со средней оценкой 7,40/10. Консенсус критиков на сайте гласит: «Критика системного женоненавистничества в „Последней дуэли“ не так эффективна, как могла бы быть, но это по-прежнему хорошо поставленная и заставляющая задуматься драма, пронизанная эпическим величием».
Американский кинокритик Оуэн Глейберман из Variety пишет: «Несмотря на короткую экшн-интерлюдию, „Последняя дуэль“ оказывается пышно запутанной и временами довольно интересной средневековой мыльной оперой».
По итогам 2021 года некоторые издания, в том числе Esquire, Men's Health,  Screen Rant, Кинопоиск, включили «Последнюю дуэль» в свои списки лучших фильмов года.

## Награды и номинации
- 2021 — участие в основной конкурсной программе фестиваля Camerimage (Дариуш Вольски).
- 2021 — попадание в список лучших фильмов года по версии Национального совета кинокритиков США.
- 2022 — две номинации на премию «Спутник»: лучшая оригинальная музыка (Гарри Грегсон-Уильямс), лучший звук.
- 2022 — номинация на премию «Золотая малина» за худшую мужскую роль второго плана (Бен Аффлек).